# Ronde van Frankrijk 2018/Eerste etappe
De eerste etappe van de Ronde van Frankrijk 2018 werd verreden op zaterdag 7 juli 2018 van Noirmoutier-en-l'Île naar Fontenay-le-Comte.
Deze eerste etappe voerde langs de Passage du Gois, waar in 1999 tijdens de touretappe nog valpartijen waren door het glibberige wegdek. Daarom ging het peloton dit jaar over de brug. Daarna ging het parcours door de Marais Poitevin. 

## Verloop
De vroege vlucht van de eerste etappe bestond uit 3 Fransen, Yoann Offredo, Jérôme Cousin en Kévin Ledanois. Ze kregen een maximale voorsprong van 4 minuten. Op 81 kilometer van de finish won Cousin de tussensprint, in het peloton was Fernando Gaviria de snelste voor Jasper Stuyven en Arnaud Démare. Op de Côte De Vix nam Ledanois het eerste bergpunt van de Tour de France 2018 en draagt hij dus in de etappe 2 de bolletjestrui. Na zeer nerveuze laatste kilometers, won Gaviria de sprint voor Peter Sagan en Marcel Kittel. De eerste valpartij van deze Tour kwam op naam van Lawson Craddock, hij brak zijn schouderblad maar startte de volgende rit wel.

## Uitslag
| Rituitslag Noirmoutier-en-l'Île - Fontenay-le-Comte (201 km) |                    |                            |          |
| Plaats                                                       | Naam               | Ploeg                      | Tijd     |
| 1                                                            | Fernando Gaviria   | Quick-Step Floors          | 4u23'32" |
| 2                                                            | Peter Sagan        | BORA-hansgrohe             | z.t.     |
| 3                                                            | Marcel Kittel      | Team Katjoesja Alpecin     | z.t.     |
| 4                                                            | Alexander Kristoff | UAE Team Emirates          | z.t.     |
| 5                                                            | Christophe Laporte | Cofidis, solutions crédits | z.t.     |
| 6                                                            | Dylan Groenewegen  | Team LottoNL-Jumbo         | z.t.     |
| 7                                                            | Michael Matthews   | Team Sunweb                | z.t.     |
| 8                                                            | John Degenkolb     | Trek-Segafredo             | z.t.     |
| 9                                                            | Jakob Fuglsang     | Astana Pro Team            | z.t.     |
| 10                                                           | Rafał Majka        | BORA-hansgrohe             | z.t.     |
|                                                              |                    |                            |          |
| 12                                                           | Timothy Dupont     | Wanty-Groupe Gobert        | z.t.     |

| Algemeen klassement |                    |                            |          |
| Plaats              | Naam               | Ploeg                      | Tijd     |
| Gele trui           | Fernando Gaviria   | Quick-Step Floors          | 4u23'22" |
| 2                   | Peter Sagan        | BORA-hansgrohe             | + 4"     |
| 3                   | Marcel Kittel      | Team Katjoesja Alpecin     | + 6"     |
| 4                   | Oliver Naesen      | AG2R La Mondiale           | + 9"     |
| 5                   | Alexander Kristoff | UAE Team Emirates          | + 10"    |
| 6                   | Christophe Laporte | Cofidis, solutions crédits | z.t.     |
| 7                   | Dylan Groenewegen  | Team LottoNL-Jumbo         | z.t.     |
| 8                   | Michael Matthews   | Team Sunweb                | z.t.     |
| 9                   | John Degenkolb     | Trek-Segafredo             | z.t.     |
| 10                  | Jakob Fuglsang     | Astana Pro Team            | z.t.     |
|                     |                    |                            |          |
| 13                  | Timothy Dupont     | Wanty-Groupe Gobert        | z.t.     |

## Nevenklassementen
| Puntenklassement |                  |                        |        |
| Plaats           | Naam             | Ploeg                  | Punten |
| Groene trui      | Fernando Gaviria | Quick-Step Floors      | 50     |
| 2                | Peter Sagan      | BORA-hansgrohe         | 30     |
| 3                | Marcel Kittel    | Team Katjoesja Alpecin | 20     |

| Bergklassement |                |                      |        |
| Plaats         | Naam           | Ploeg                | Punten |
| Bolletjestrui  | Kévin Ledanois | Team Fortuneo-Samsic | 1      |
| 2              |                |                      |        |
| 3              |                |                      |        |

| Jongerenklassement |                   |                    |          |
| Plaats             | Naam              | Ploeg              | Tijd     |
| Witte trui         | Fernando Gaviria  | Quick-Step Floors  | 4u23'32" |
| 2                  | Dylan Groenewegen | Team LottoNL-Jumbo | + 10"    |
| 3                  | Thomas Boudat     | Direct Énergie     | z.t.     |
|                    |                   |                    |          |
| 4                  | Tiesj Benoot      | Lotto Soudal       | z.t.     |

| Ploegenklassement |                   |           |
| Plaats            | Ploeg             | Tijd      |
|                   | Quick-Step Floors | 13u10'36" |
| 2                 | BORA-hansgrohe    | z.t.      |
| 3                 | Astana Pro Team   | z.t.      |

## Opgaven
In deze rit waren er geen opgaves.
1e etappe ·
2e etappe ·
3e etappe ·
4e etappe ·
5e etappe ·
6e etappe ·
7e etappe ·
8e etappe ·
9e etappe ·
10e etappe ·
11e etappe ·
12e etappe ·
13e etappe ·
14e etappe ·
15e etappe ·
16e etappe ·
17e etappe ·
18e etappe ·
19e etappe ·
20e etappe ·
21e etappe
Startlijst · Eindstanden · Afbeeldingen